# 澳大利亞國家板球隊
澳大利亞國家板球隊（英語：Australia national cricket team）是澳大利亞的國家板球代表隊，主場是墨爾本板球場。澳大利亞國家板球對的首個測試賽是1877年對英格蘭的比賽。澳大利亞是2015年板球世界杯的冠軍得主。